# モンツキダラ
モンツキダラ（学名: Melanogrammus aeglefinus）は北大西洋両岸に生息するタラ科の魚。コダラ（小鱈）やハドック（英語: haddock）とも呼ばれる。
ポピュラーな食用魚で、商業流通している。

## 特徴
体長は1.1メートル以上。白い体に黒い側線が走るのが特徴であり、よく似たポラックという魚は逆に黒い体に白い側線である。また、胸鰭の上に黒い斑があり、"thumbprint"（拇印）、"Devil's thumbprint"（悪魔の拇印）または"St. Peter's mark"（聖ペトロの印）と呼ばれる。
一般的には水深40 - 133メートルでよくみられるが、300メートルの深さにもいる。水温は2 - 10 °Cが適温。稚魚は浅い水深を好み、成長するに従い深くなる。通常、成熟したモンツキダラは稚魚のような長い移動はしないが、全年齢で季節性の移動を行う。餌は主に小さな無脊椎動物だが大きな個体は魚も食べる。

## 繁殖
産卵は1月から6月にかけて行われ、3月末から4月初めがピークである。最大の産卵場所はノルウェー中部沖南西アイスランド付近とジョージズ・バンクである。平均して85万個の卵を産み、大きな雌だと年300万の卵を作る能力がある。

## 食用魚として
引き網漁、トロール漁、延縄などで商業漁獲されている。非常に一般的な食用魚であり、生、燻製、冷凍、干物、缶詰の形で流通する。イギリスでは他のタラ類やカレイに並んでフィッシュ・アンド・チップスの材料となっている。
新鮮なモンツキダラの身は白みの半透明で、タラと同様に調理できる。古くなると身は青白くなる。モンツキダラやタラの幼魚の切り身はマサチューセッツ州ボストンではスクロッド（scrod）と呼ばれて売られる。ノルウェーではフィスケボッレル（fiskeboller）という魚団子の主な材料ともなる。
近縁のタラ属とは違い、モンツキダラは塩漬けではなく干物や燻製で保存される。モンツキダラの燻製の一種にフィナンハディ（Finnan Haddie）と呼ばれるものがあり、この名前はスコットランドの漁村 フィンドンに因み、元々泥炭の上で冷燻製したものである。よくフィナンハディはミルクで煮て朝食にされる。また、モンツキダラの燻製はケジャリーという英印折衷の料理の主材料でもある。スコットランド東海岸のアーブロースの町では熱燻製のアーブロース・スモーキーズが作られており、これは食べる前に更に調理する必要はない。さらにスコットランドではモンツキダラを用いたカレンスキンクというスープ料理も広く食べられている。
栄養としては、蛋白質に優れ、ビタミンB12、ピリドキシン、セレンも豊富で、ナトリウムとカリウムのバランスは健康的で脂肪は非常に少ない。